# Swertia calycina
Swertia calycina är en gentianaväxtart som beskrevs av Adrien René Franchet. Swertia calycina ingår i släktet Swertia och familjen gentianaväxter. Inga underarter finns listade i Catalogue of Life.